# Luftfräschare

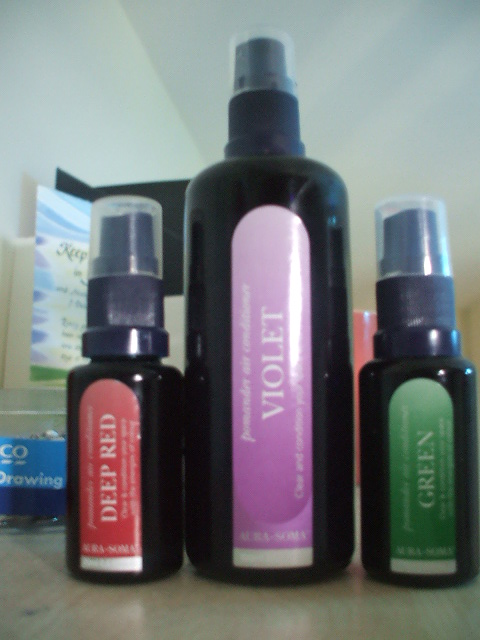
Luftfräschare.

Luftfräschare är ett samlingsnamn på ett flertal produkter som används för att sprida en väldoft i ett hem eller i en offentlig inomhusmiljö. Allt från Wunderbaum till doftsprayer och reglerbara luftfräschare med olika dofter och luftreningsfunktioner räknas in i denna kategori av produkter.